# Герніка-Лумо
Герніка-Лумо, Герніка-і-Луно (баск. Gernika-Lumo (офіційна назва), ісп. Guernica y Luno) — муніципалітет в Іспанії, у складі автономної спільноти Країна Басків, у провінції Біская. Населення — 16 244 особи (2009).
Муніципалітет розташований на відстані близько 330 км на північ від Мадрида, 20 км на схід від Більбао.
На території муніципалітету розташовані такі населені пункти: (дані про населення за 2009 рік)
- Арана: 413 осіб
- Герніка-Лумо: 13172 особи
- Еррентерія: 2415 осіб
- Лумо: 192 особи
- Сальйо: 52 особи

## Демографія
Динаміка населення (INE ):

## Галерея зображень

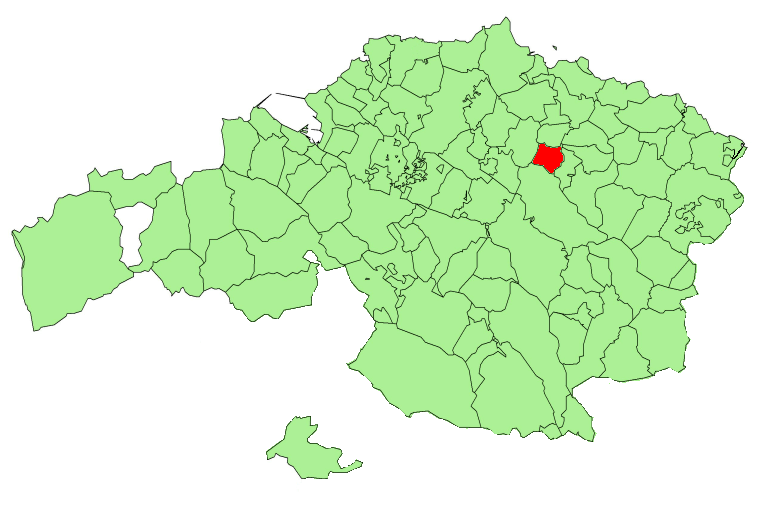
Розташування муніципалітету
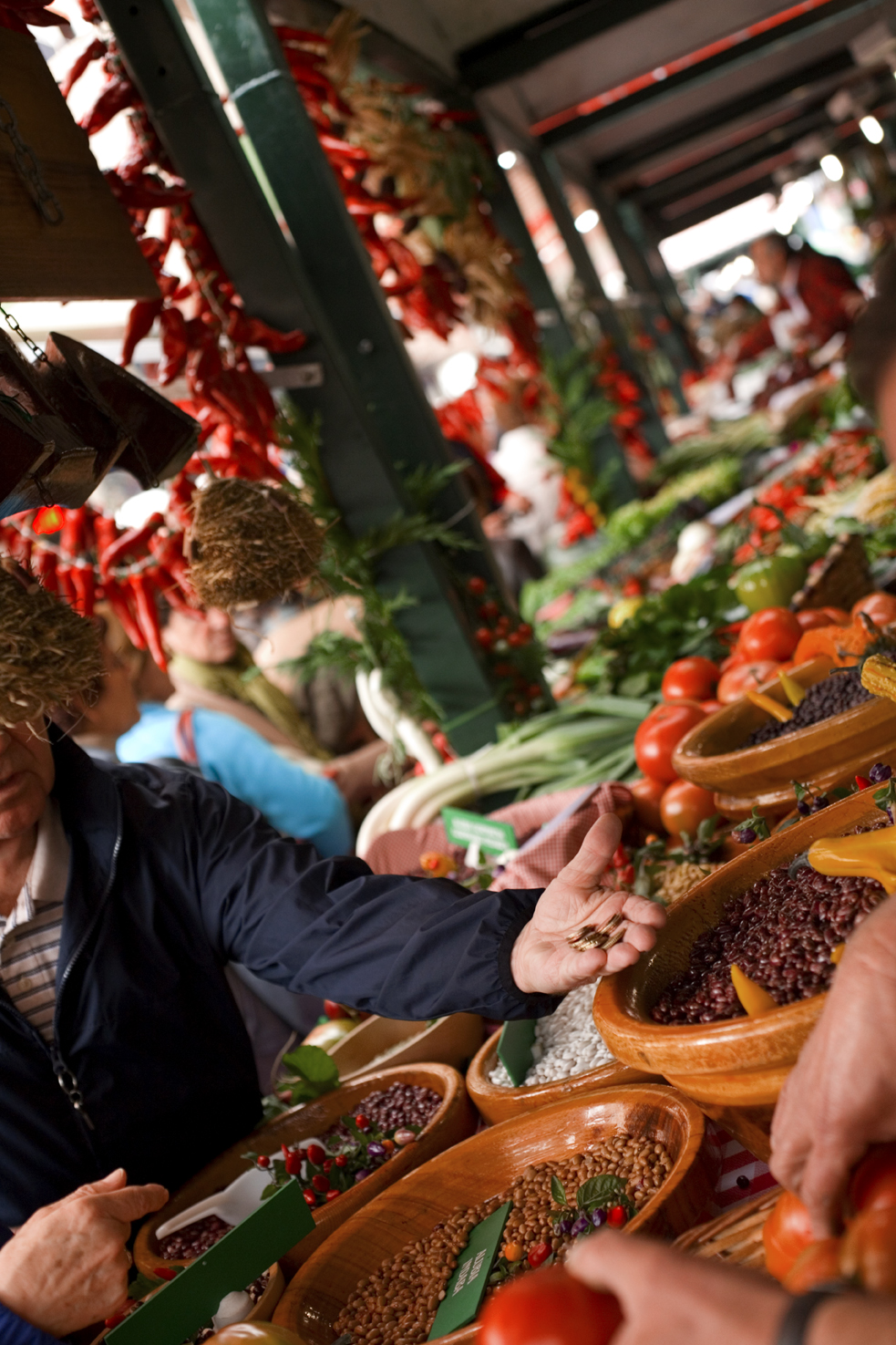
Ринок у Герніці
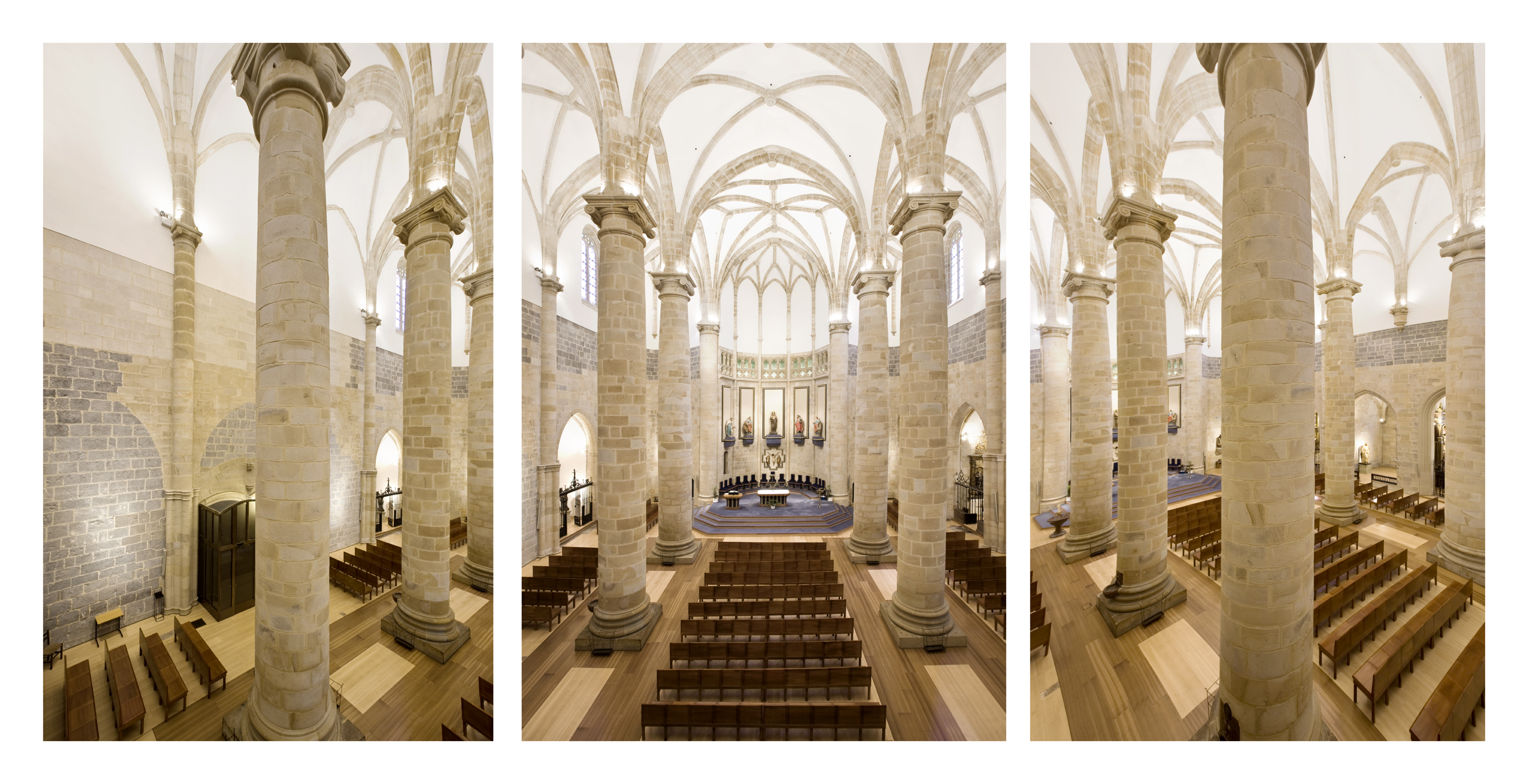
Церква Санта-Марія
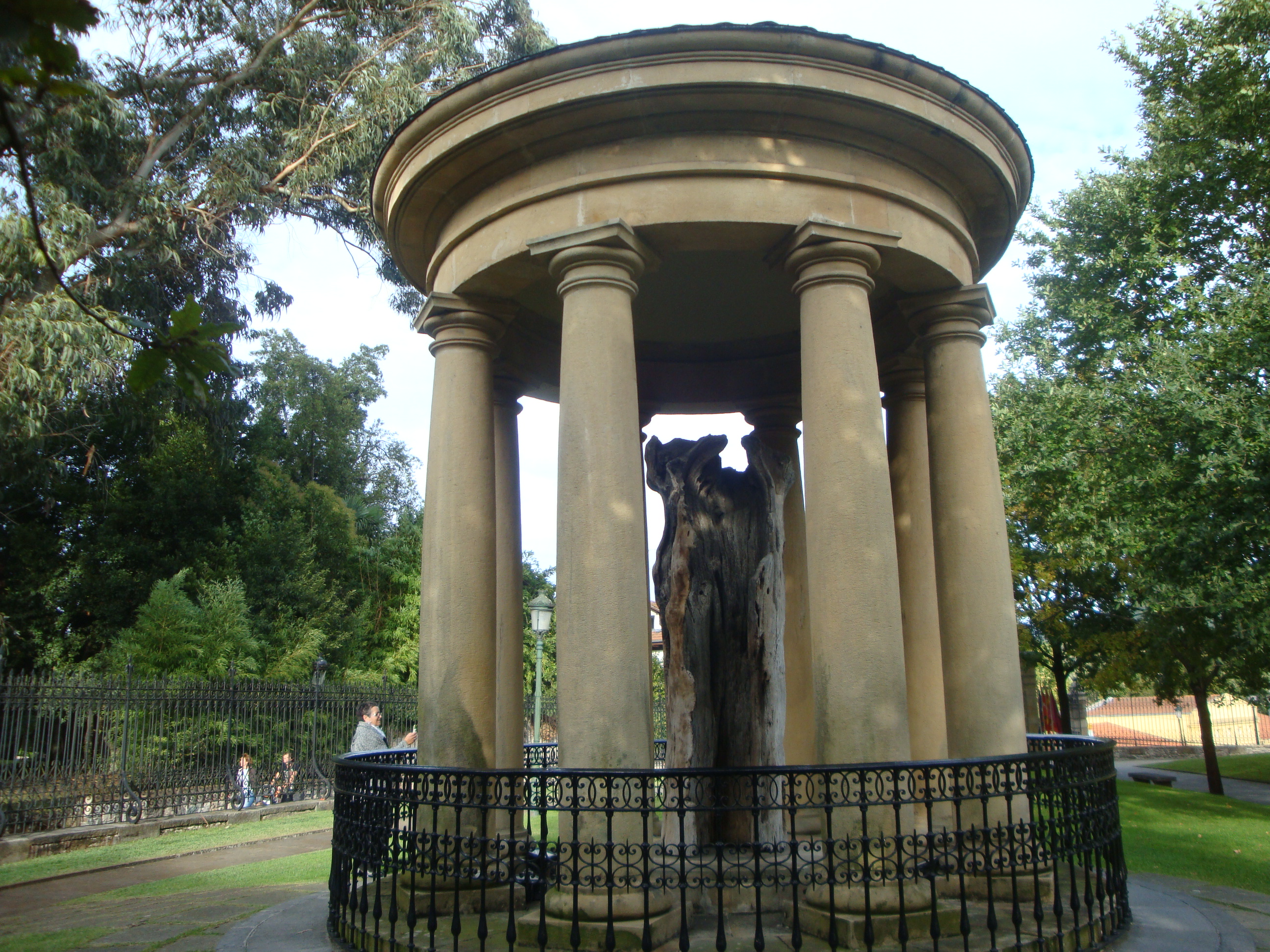
Старе дерево Герніки
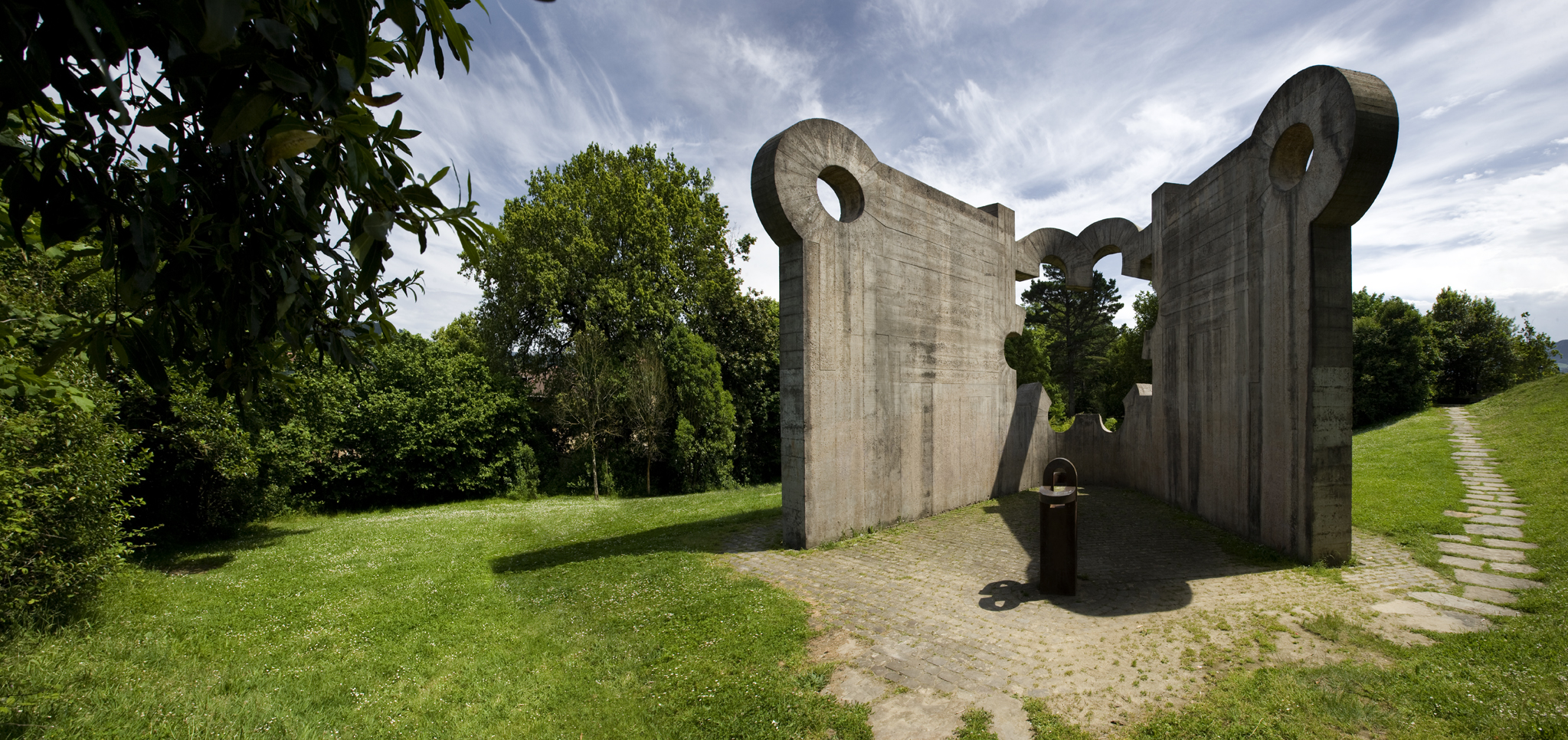
Gure Aitaren Etxea (Дім нашого батька). Робота Едуардо Чильїди
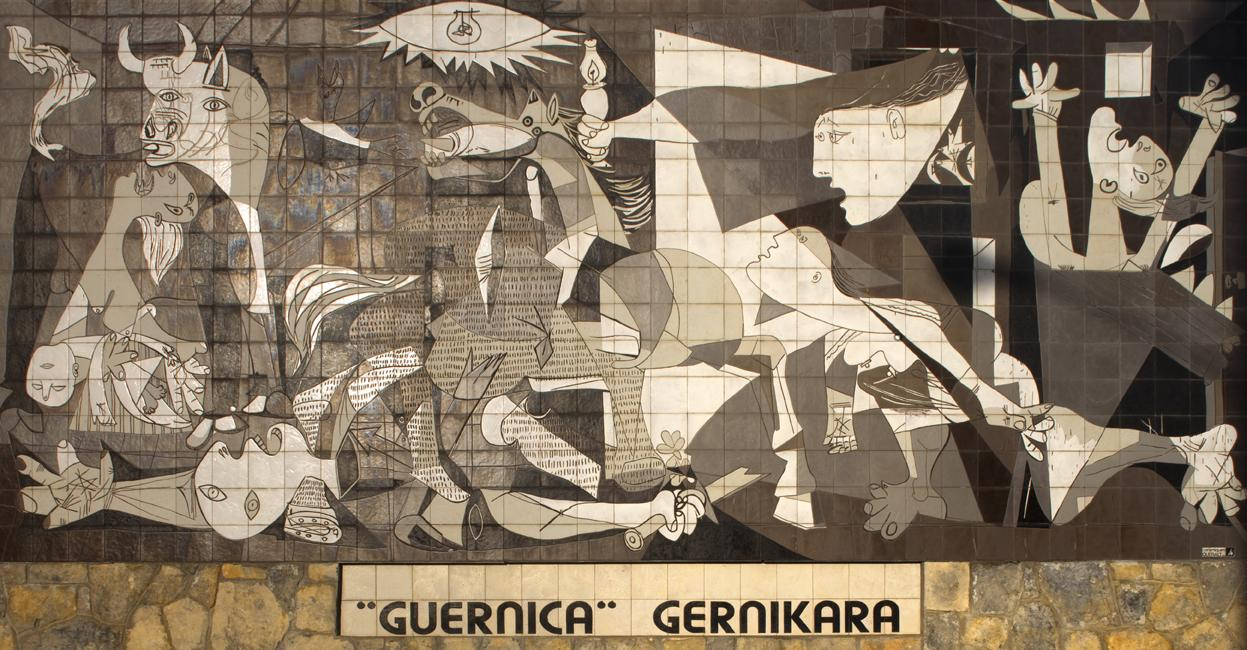
Герніку - до Герніки
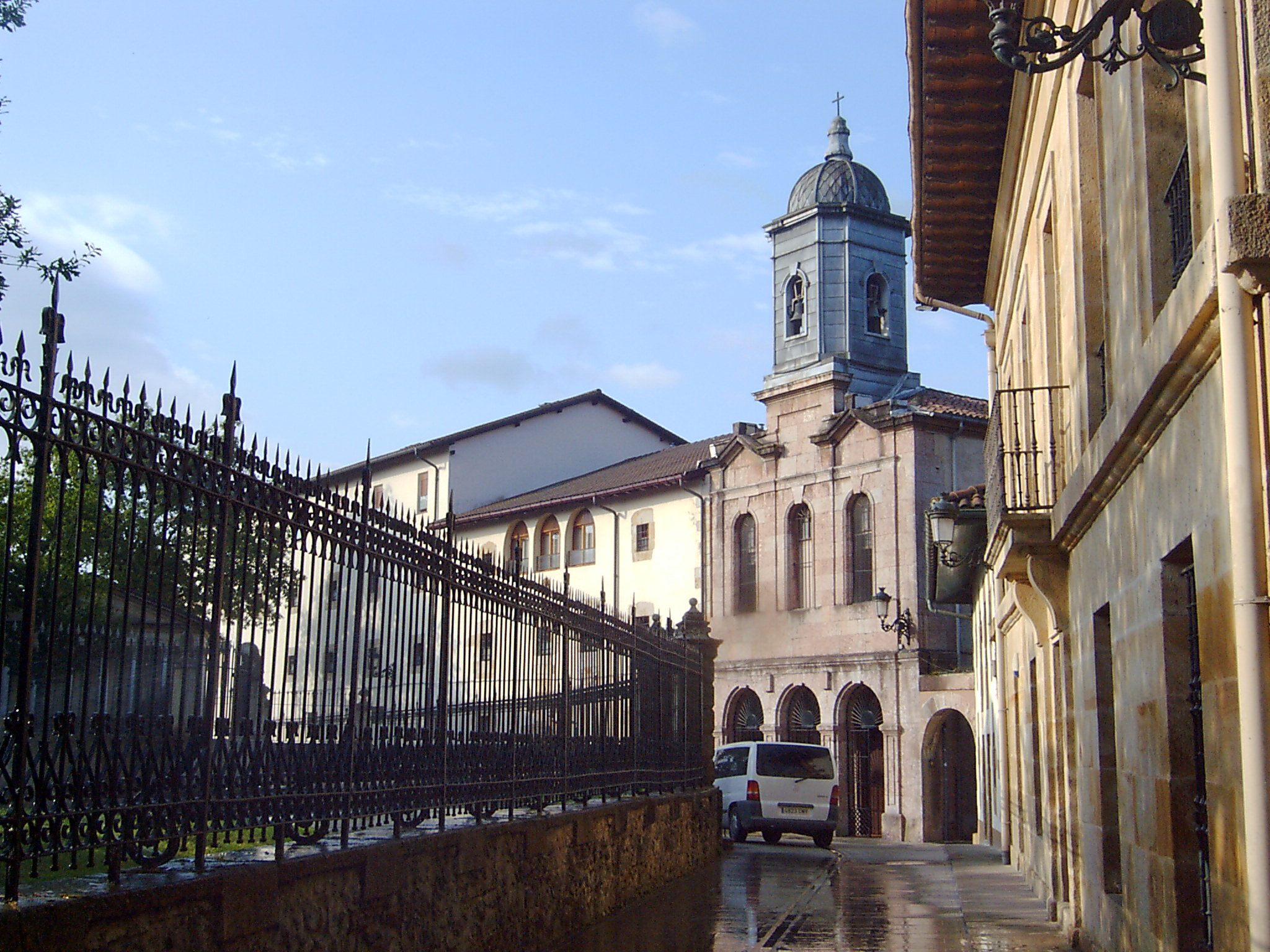
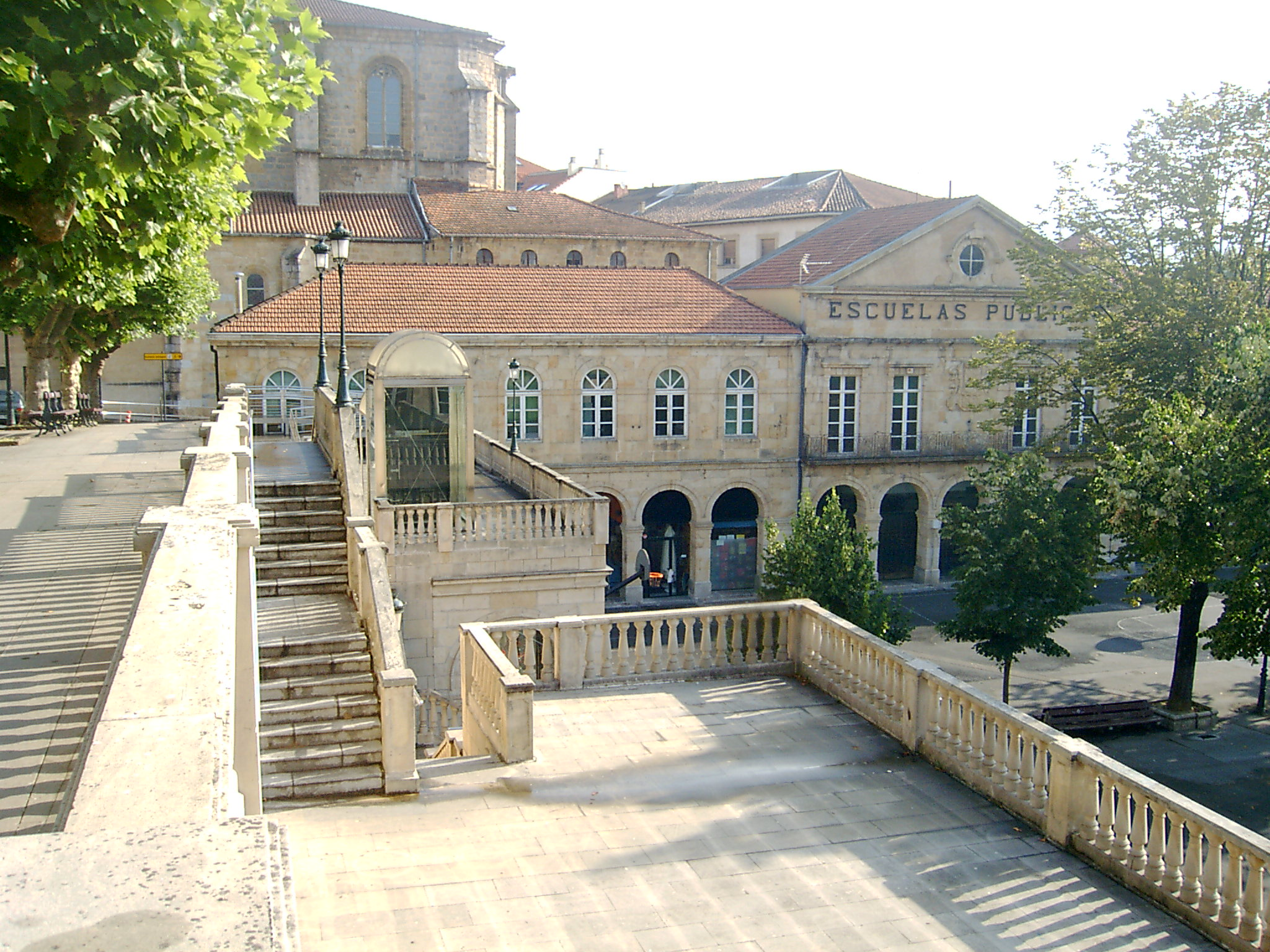
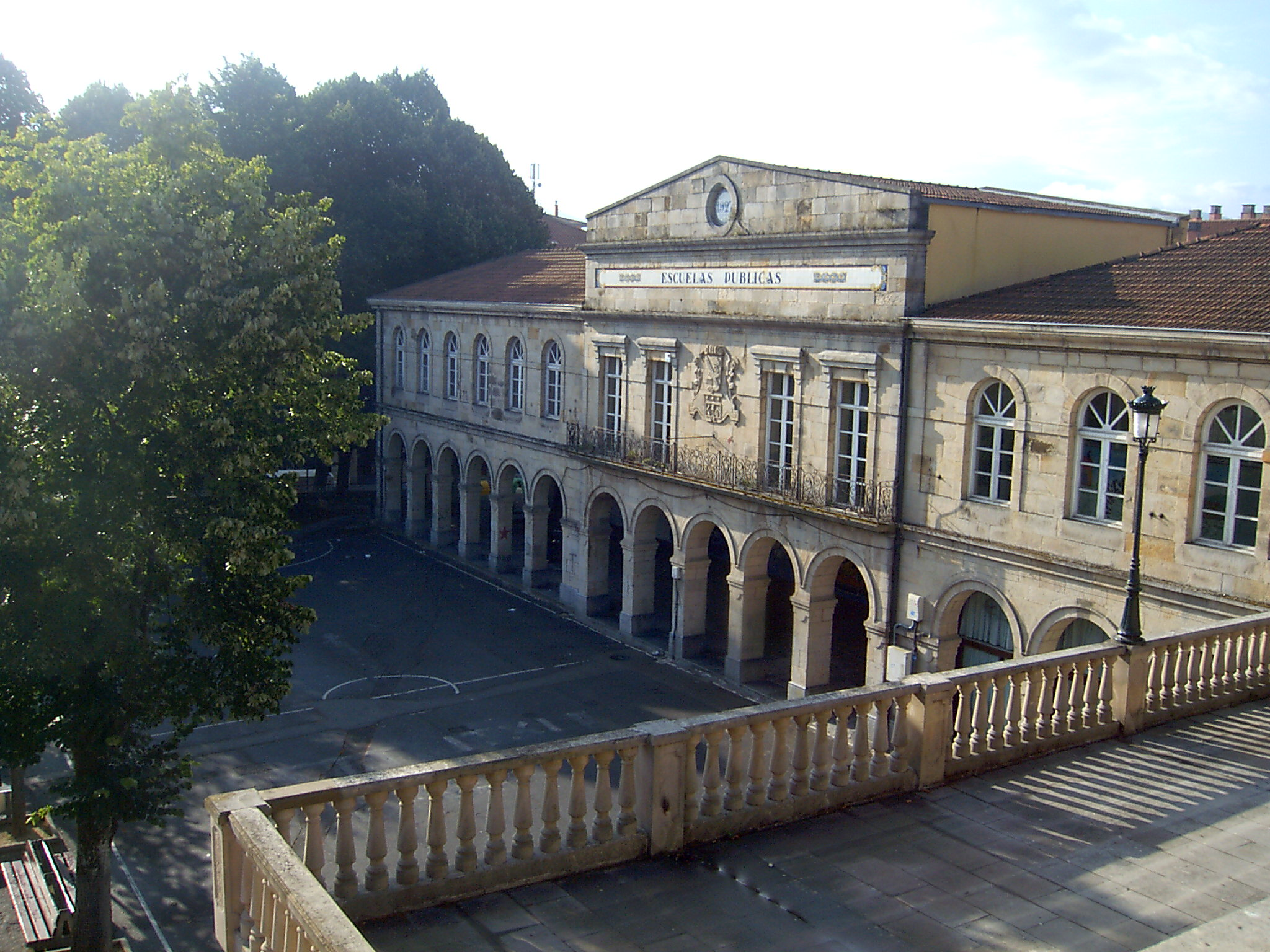
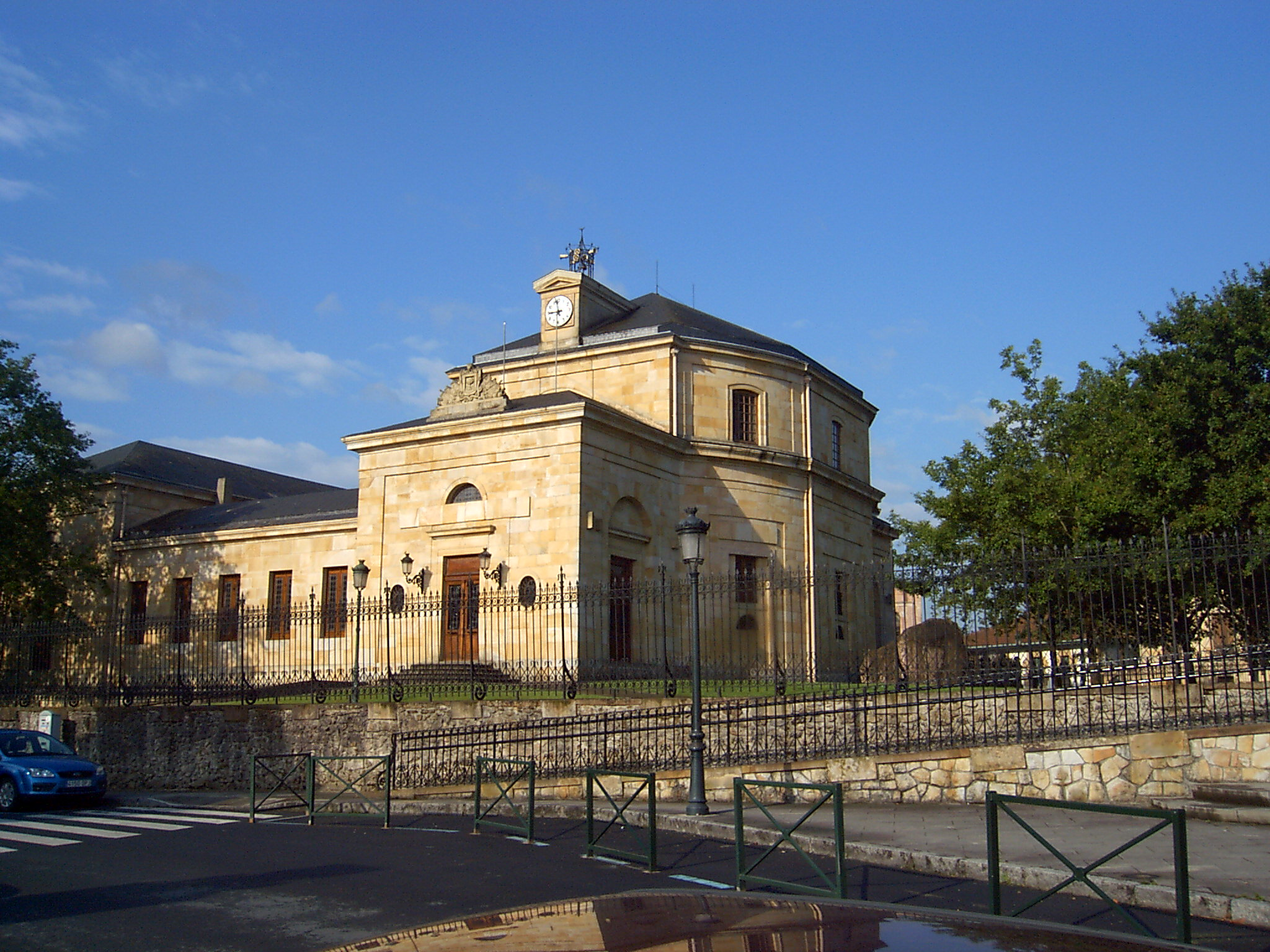
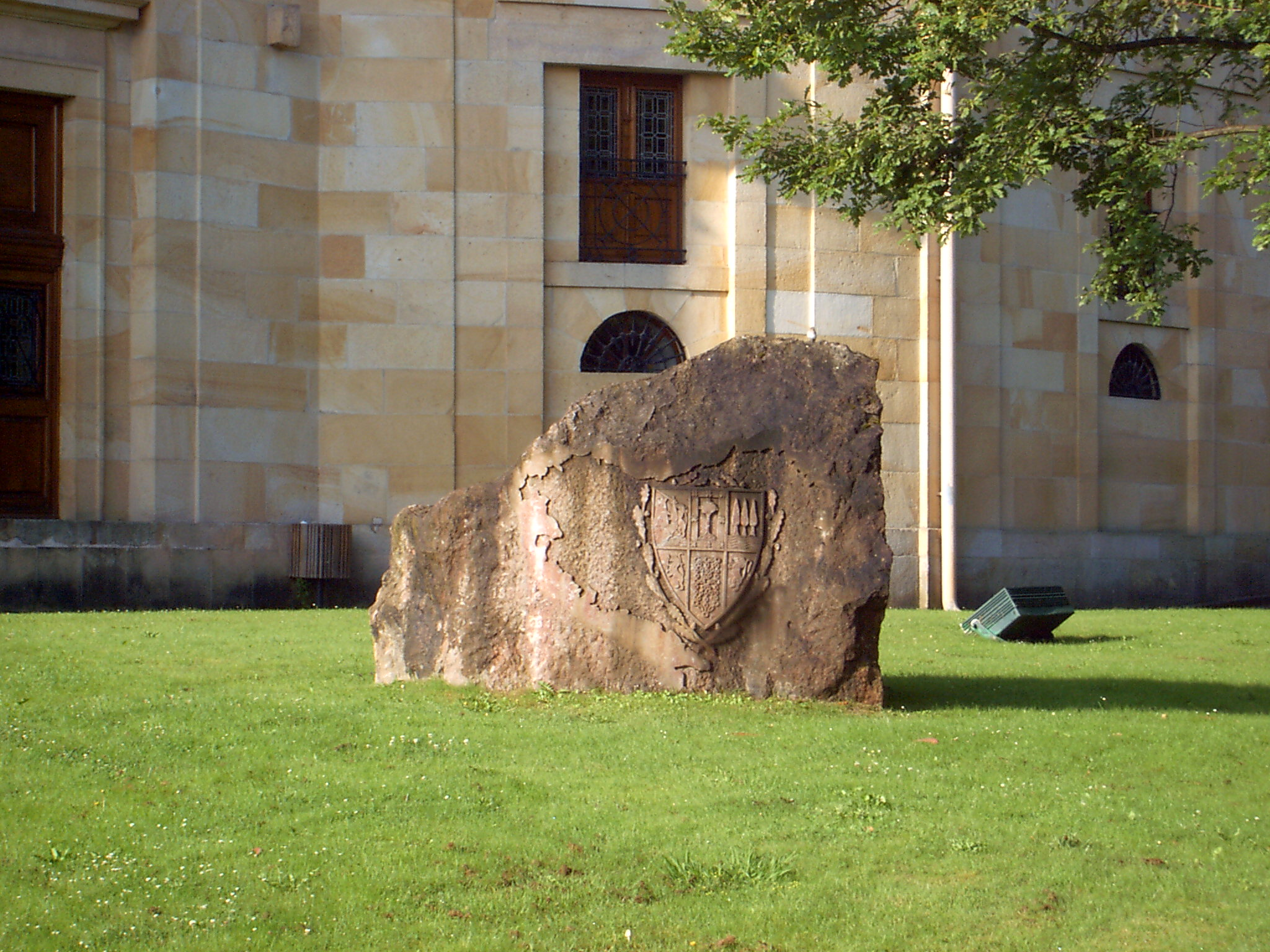
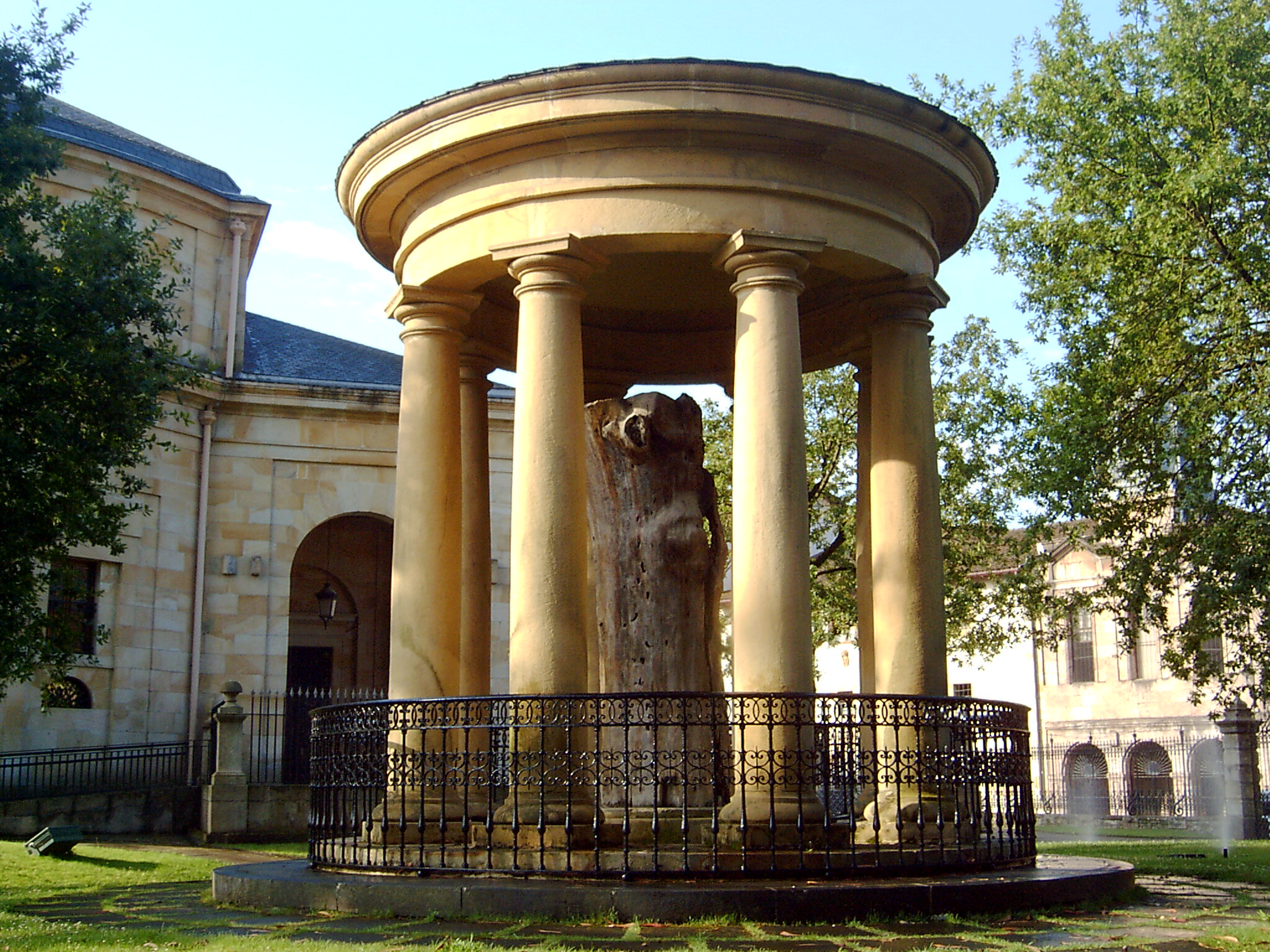
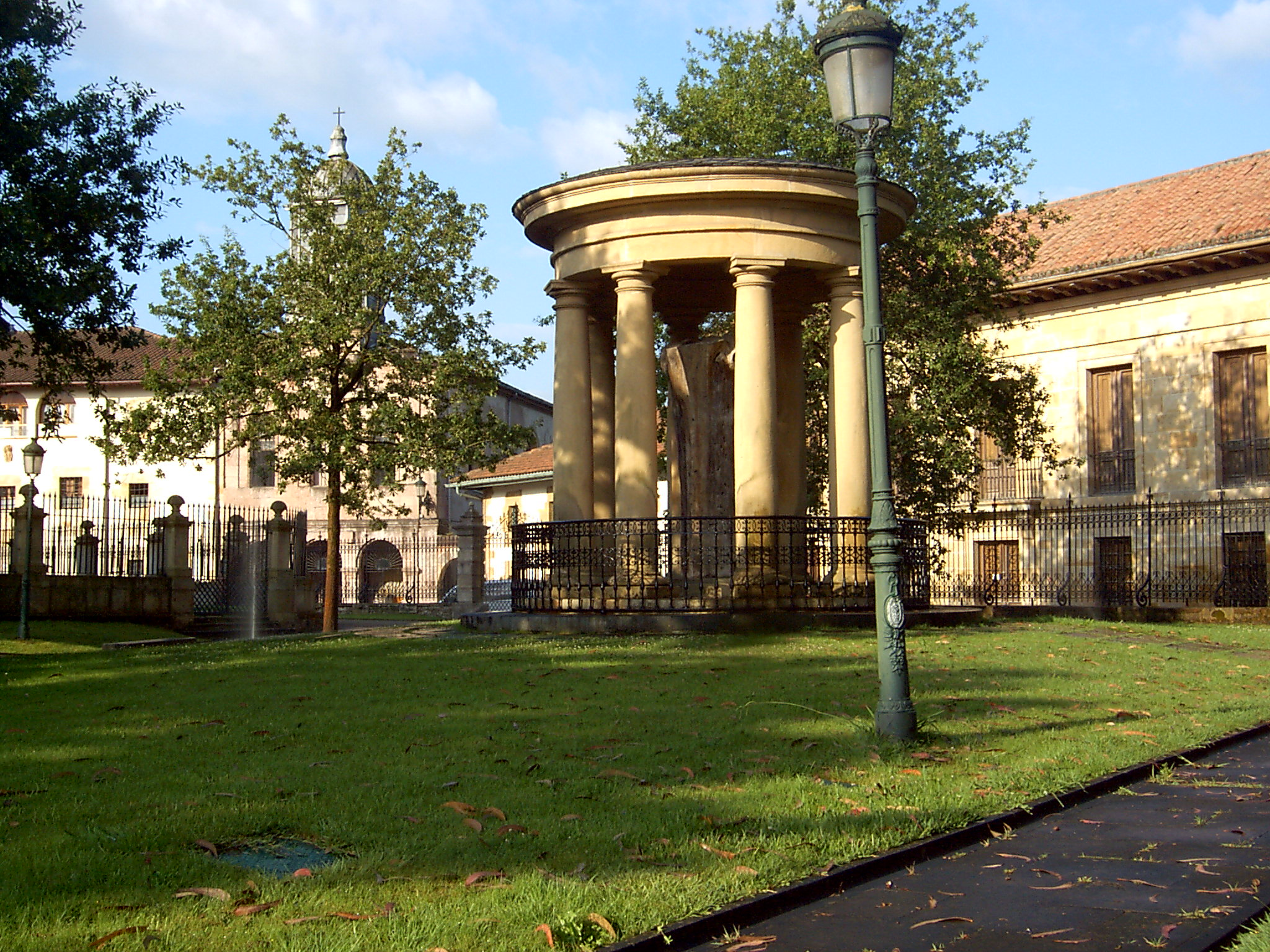
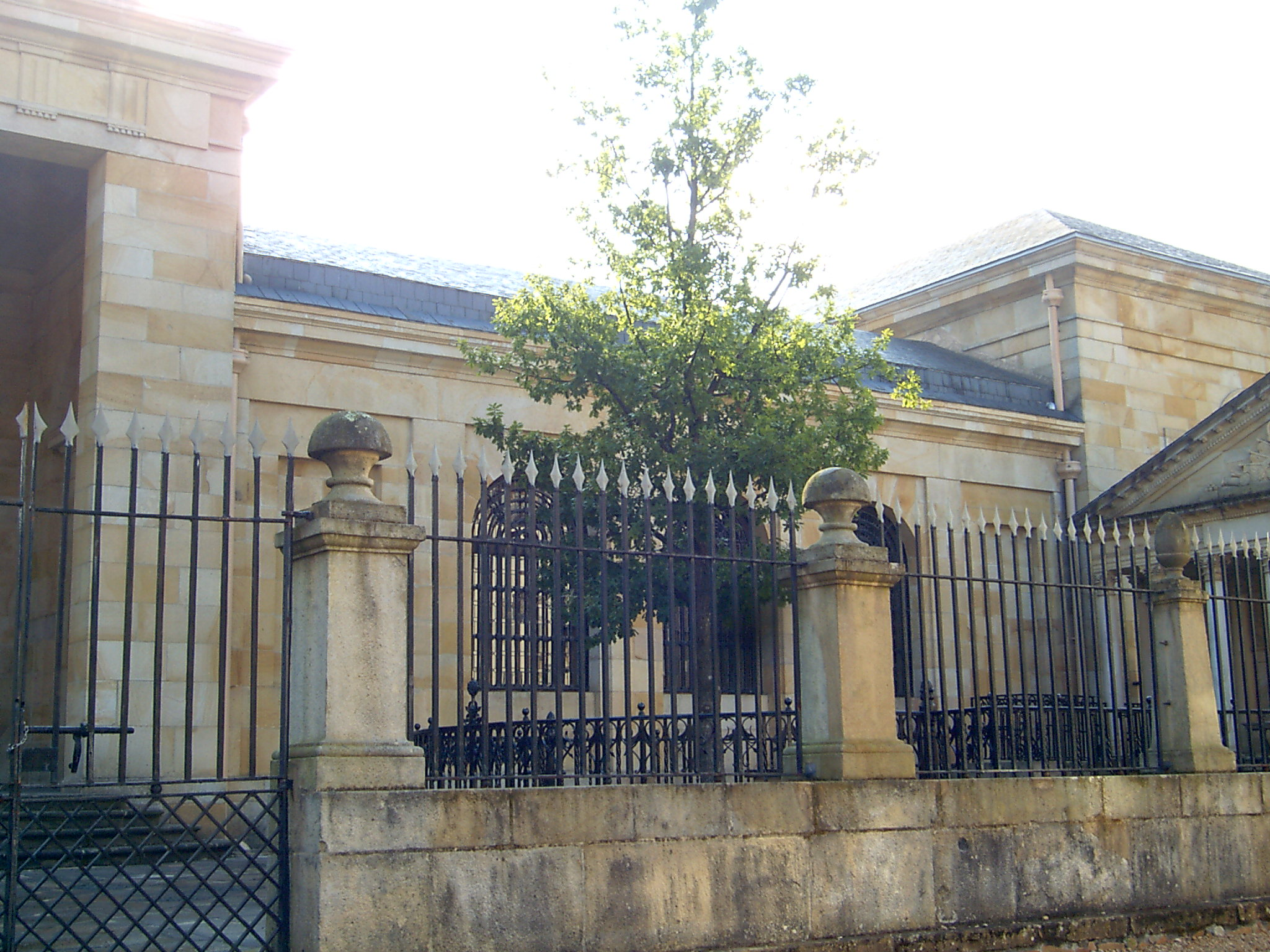
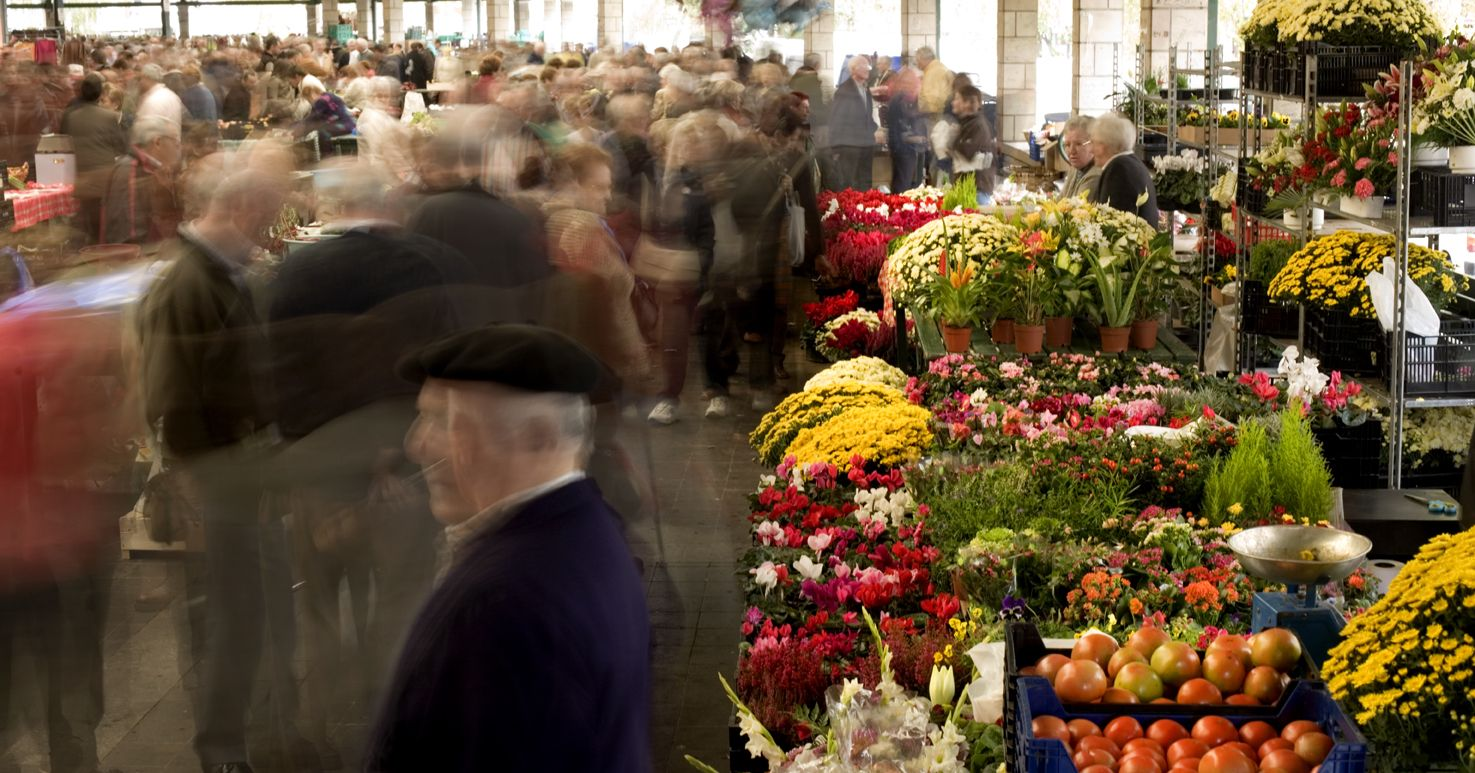
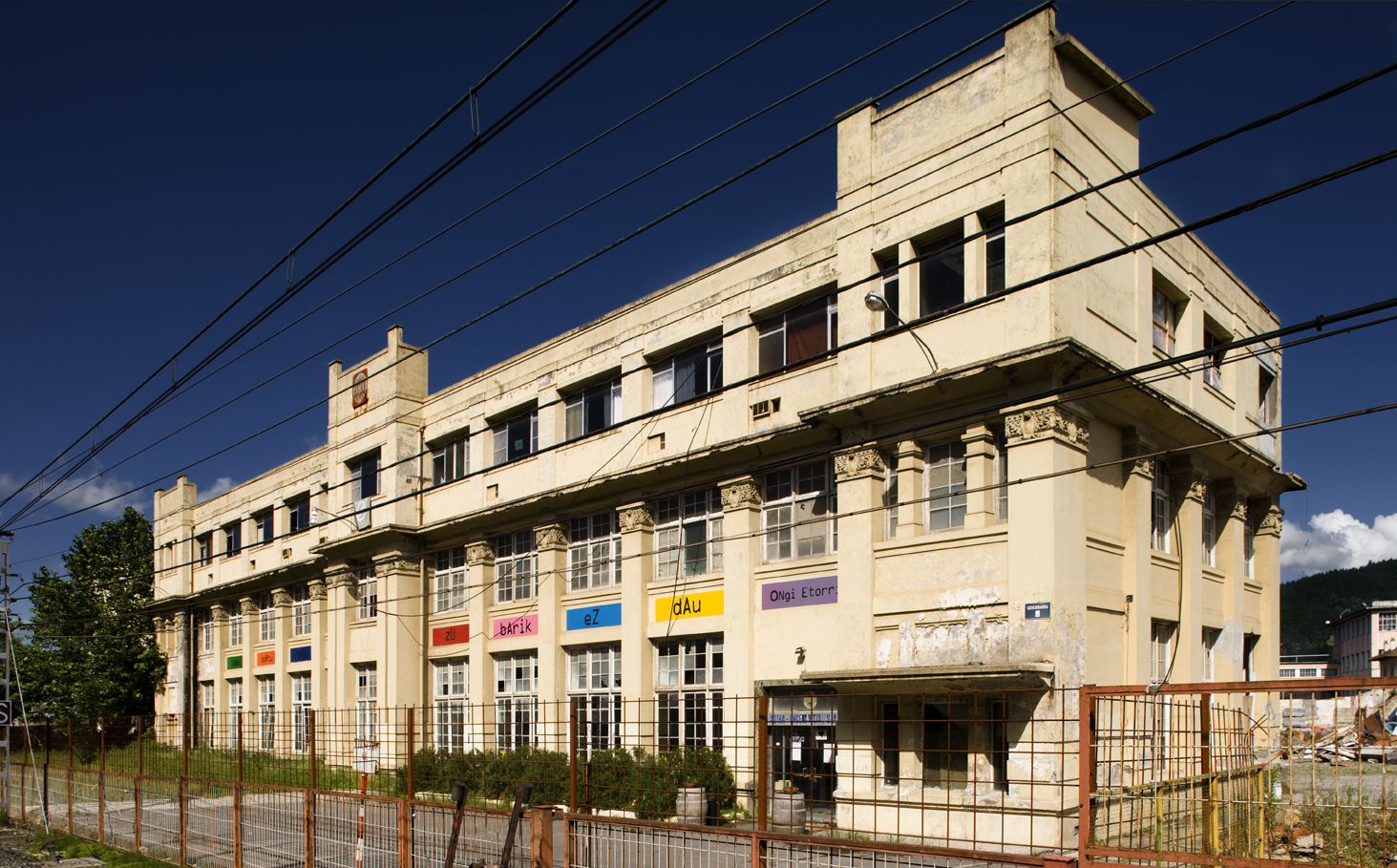
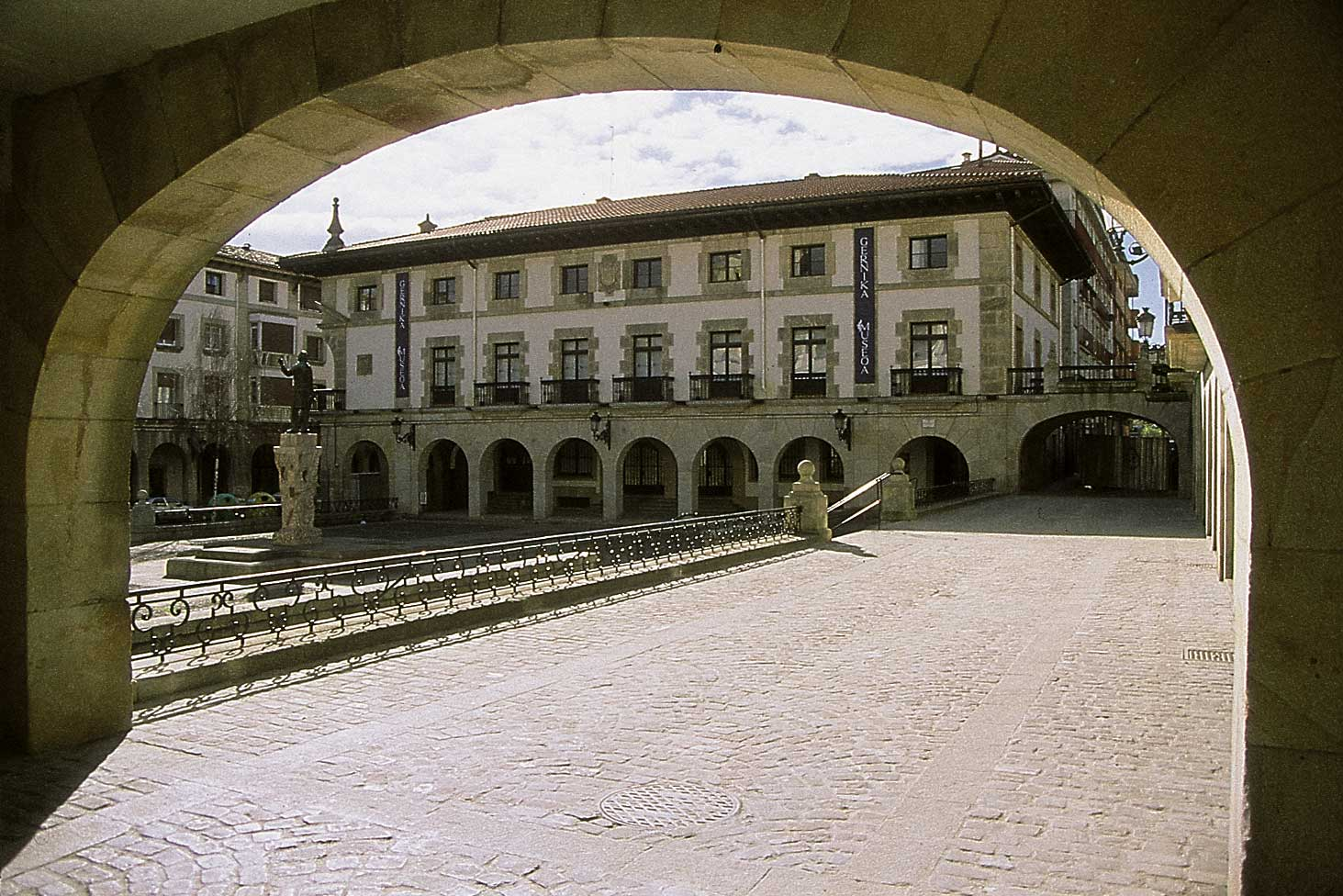
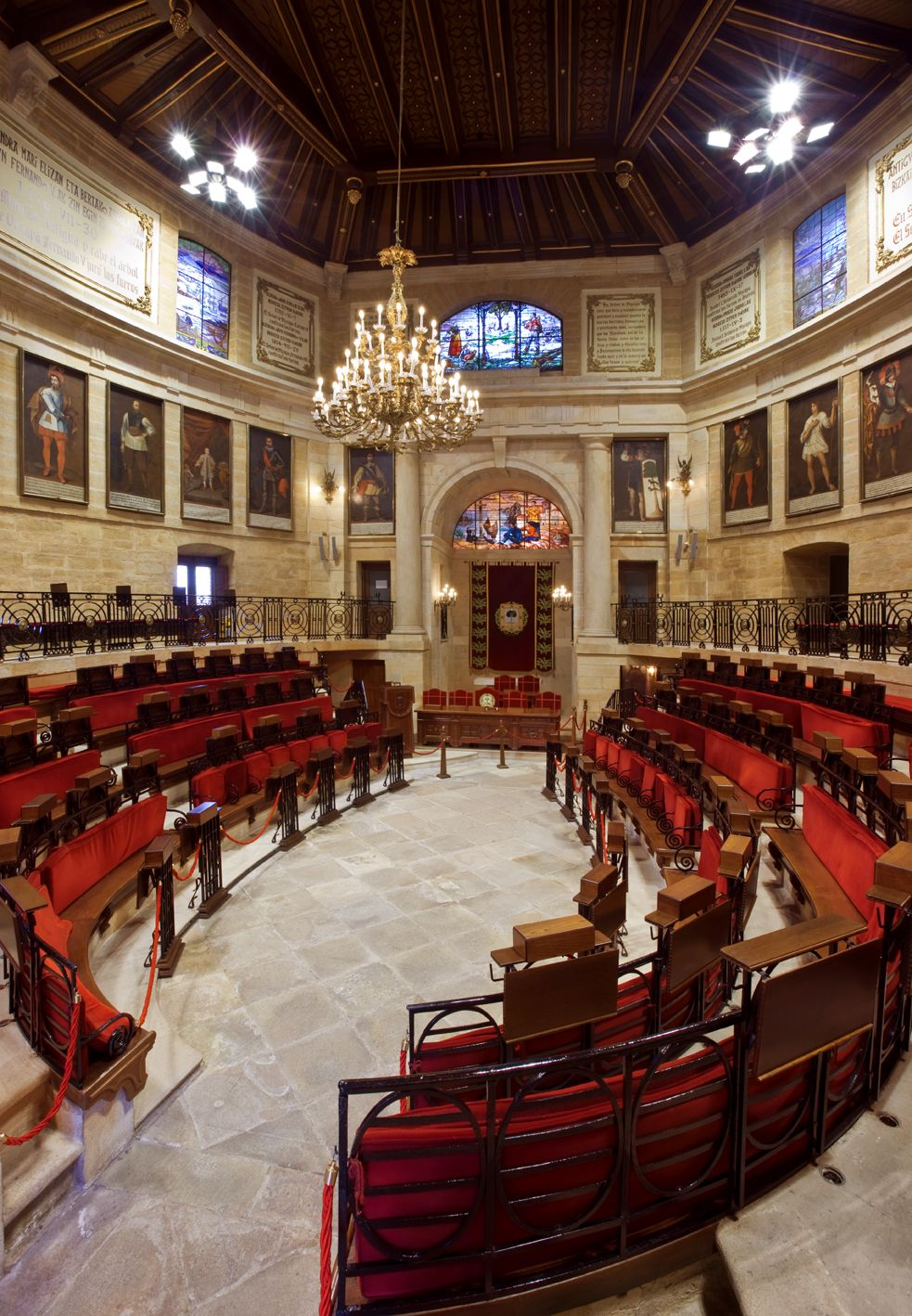
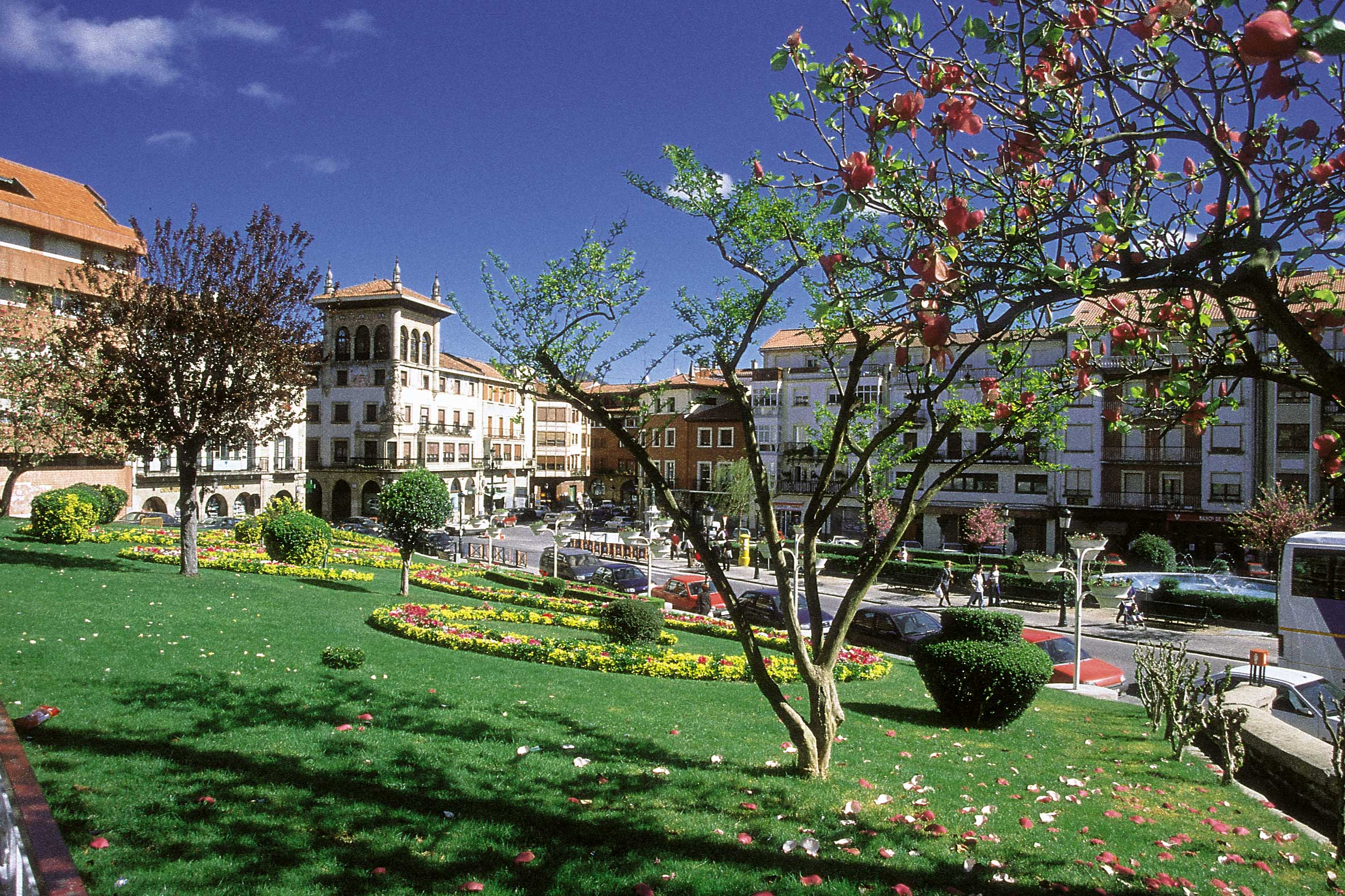
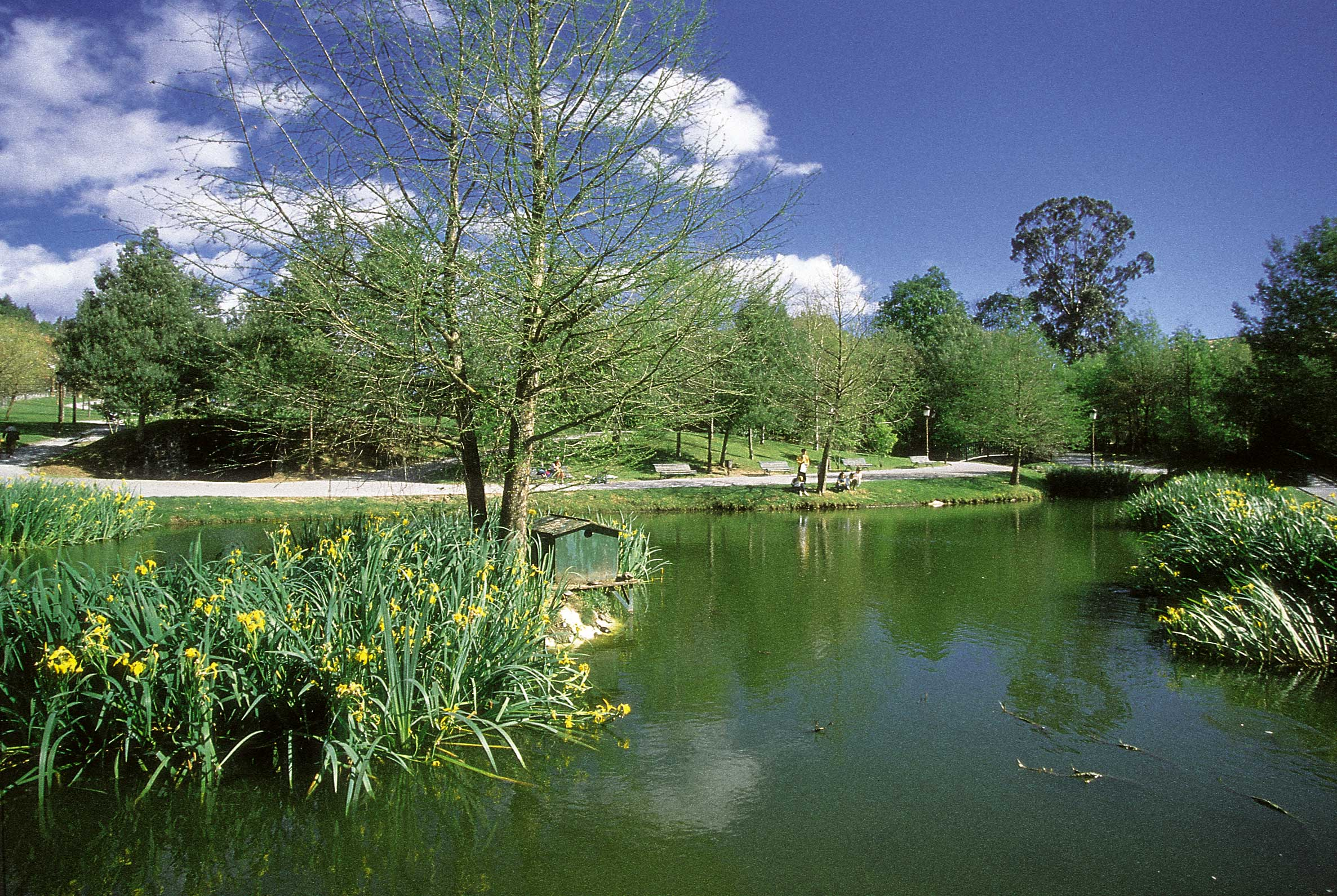